# Instituto Nacional de Pesquisa da Água e Atmosfera (Nova Zelândia)
O Instituto Nacional de Pesquisa da Água e Atmosfera (em inglês National Institute of Water and Atmospheric Research ou NIWA ( em maori:  Taihoro Nukurangi), é um Crown Research Institute da Nova Zelândia. Fundada em 1992, a NIWA conduz pesquisas em uma ampla gama de disciplinas nas ciências ambientais. Também mantém redes, bancos de dados e coleções de monitoramento ambiental de importância nacional e, em alguns casos, internacionalmente.
Em 2019, a NIWA tinha 697 funcionários espalhados por 14 locais na Nova Zelândia e um em Perth, Austrália. A sua sede é em Auckland, com escritórios regionais em Hamilton, Wellington, Christchurch, Nelson e Lauder (Otago Central). Também tem pequenas equipes de campo, focadas principalmente na hidrologia, estacionadas em Bream Bay, Lake Tekapo, Rotorua, Napier, Whanganui, Greymouth, Alexandra e Dunedin. A NIWA mantém uma frota de cerca de 30 navios para pesquisa de água doce, Marinha e atmosférica.

## Declaração de missão
"A missão da NIWA é conduzir ciência ambiental líder para permitir o gerenciamento sustentável dos recursos naturais para a Nova Zelândia e o planeta."

## História
A NIWA foi formada como uma organização independente em 1992 como parte de uma iniciativa do governo para reestruturar o setor de ciência da Nova Zelândia.
A equipa de fundação vinha principalmente do antigo Departamento de Pesquisa Científica, Industrial e do Serviço de Meteorologia. A Divisão de Pesquisa Pesqueira do antigo Ministério da Agricultura e Pesca juntou-se à NIWA em 1995.
A NIWA está atualmente estruturada como uma empresa de responsabilidade limitada sob o Crown Research Institutes Act 1992.

## Programas de pesquisa
A NIWA concentra-se na pesquisa atmosférica, marinha e de água doce - estendendo-se do oceano profundo à alta atmosfera - na Nova Zelândia, Pacífico, Oceano Antártico e Antártica.
A pesquisa da NIWA abrange diversos campos:
- aquicultura
- biodiversidade aquática
- biossegurança aquática
- ciência atmosférica
- das Alterações Climáticas
- ecologia costeira
- energia
- pescaria
- hidrologia
- geologia marinha
- riscos naturais (por exemplo, tsunami, tempestade, inundações, terremoto, vulcão )
- oceanografia
- sedimentologia

Os projetos de pesquisa são realizados em colaboração com agências governamentais locais e centrais, outros Crown Research Institutes, indústria, empresas privadas de pesquisa e universidades na Nova Zelândia e no resto do mundo. Em 2007-08, os cientistas da NIWA estiveram envolvidos em mais de 970 colaborações e a NIWA tinha ligações formais com cerca de 150 instituições estrangeiras. Na Nova Zelândia, a NIWA tem relações de trabalho próximas com muitas entidades Māori (85 entidades em 2007-08) por meio de seu grupo de pesquisa ambiental Māori, Te Kūwaha o Taihoro Nukurangi.
A maior parte da receita da NIWA é proveniente de financiamento de pesquisa contestável e trabalho de consultoria comercial. Desde 2014  , A NIWA teve uma receita de $ 123,8 milhões e ativos de $ 103,6 milhões.

## Cientistas da NIWA
O maior patrimônio da NIWA são seus cientistas e técnicos, que vêm de todo o mundo e possuem experiência em uma ampla gama de disciplinas, da ciência atmosférica à zoologia. Em 2007-08, o NIWA empregou 501 pesquisadores permanentes. Em 2014, os pesquisadores da NIWA contribuíram para mais de 353 publicações científicas revisadas por pares e entregaram mais de 639 apresentações científicas e artigos de conferências. Em 2007, 12 cientistas climáticos da NIWA - Greg Bodeker, Matt Dunn, Rod Henderson, Darren King, Keith Lassey, David Lowe, Brett Mullan, Kath O'Shaughnessy, Guy Penny, Jim Renwick, Jim Salinger e David Wratt - compartilharam o Nobel da Paz Prêmio com outros colaboradores do Painel Intergovernamental sobre Mudanças Climáticas.
Os cientistas da NIWA também desempenham um papel no treinamento de futuros cientistas (supervisionando 41 alunos de doutorado e 10 alunos de mestrado em 2007-08) e no alcance público, falando sobre sua ciência para grupos comunitários, crianças em idade escolar, média e o público em geral. Eles também contribuem com cursos de treinamento de desenvolvimento profissional para agências ambientais na Nova Zelândia e no Pacífico Sul.

## Instalações de pesquisa
As amplas instalações de pesquisa da NIWA incluem:
- um laboratório de gás que usa cromatografia gasosa e espectrometria de massa para avaliar a composição dos gases e seus isótopos em amostras de ar e água e análise isotópica de material sólido
- um laboratório de ecotoxicologia para avaliar os efeitos de contaminantes - como metais pesados, pesticidas e resíduos - em organismos aquáticos
- instalações de pesquisa de aquicultura em Bream Bay em Northland e em Mahanga Bay, Wellington
- um laboratório de pesquisa da atmosfera superior localizado em Lauder, Central Otago, Nova Zelândia
- além disso, a NIWA também opera (em conjunto com a Antarctica New Zealand ) um conjunto de instrumentos atmosféricos in situ e de sensoriamento remoto em Arrival Heights, Ross Island, Antarctica.

### Laboratório de Pesquisa Atmosférica Lauder

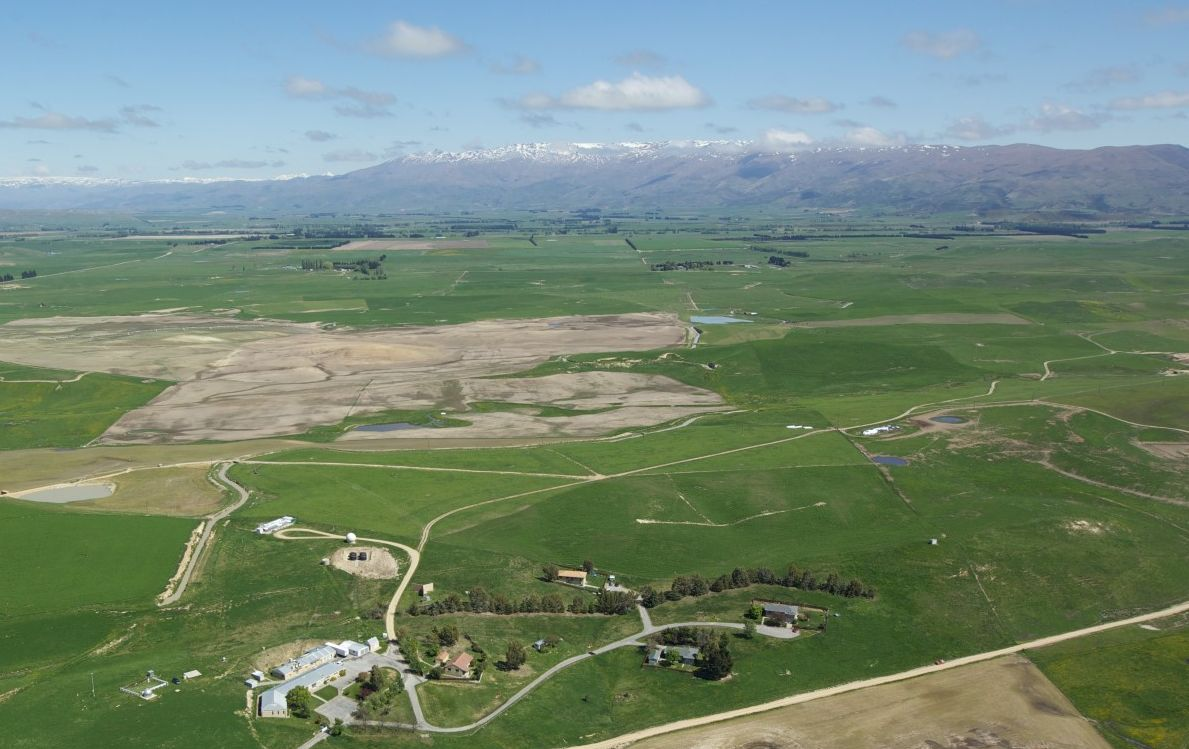
Laboratório de pesquisa atmosférica Lauder

O NIWA Lauder Atmospheric Research Laboratory faz medições atmosféricas com o objetivo de observar e compreender melhor as interações entre a estratosfera, a troposfera e o clima global. Isso é obtido por meio de medições de ozônio, radiação solar, aerossóis e gases de efeito estufa.
O Laboratório trabalha com cerca de 10 colaboradores (cientistas e técnicos) (dezembro de 2015).

#### Localização
Lauder (45.04S, 169.68E, 370 m asl) está localizado 33 km a nordeste de Alexandra, na Ilha Sul da Nova Zelândia.
Este local foi escolhido para o laboratório devido aos baixos horizontes da área, céu claro, atmosfera seca e localização na latitude sul.

#### História da Pesquisa
Um laboratório de pesquisa foi originalmente estabelecido em Lauder em 1961 com o objetivo de observar a aurora.
Em meados dos anos 70, a Lauder era uma estação de rastreamento terrestre para o conjunto de satélites "Satélites Internacionais para Estudos Ionosféricos"(ISIS (satélite)).
No final dos anos 1970, as pesquisas mudaram o foco para a estratosfera. Essa mudança foi impulsionada pelo medo da redução do ozônio devido aos gases manufaturados e na época em que o buraco na camada de ozônio foi descoberto. Lauder começou a medir a radiação ultravioleta, o ozônio e outros gases associados à redução do ozônio.
Desde a década de 1990, Lauder também monitorou os efeitos da redução da camada de ozônio na irradiância solar UV.
Recentemente, a pesquisa da Lauder se concentrou nas interações entre as mudanças climáticas e a destruição da camada de ozônio, e a Lauder agora mede a maioria dos gases que contribuem para as mudanças climáticas.
Modelos de computador para prever futuras mudanças atmosféricas também foram desenvolvidos em Lauder, e as medições atmosféricas feitas em Lauder são usadas em modelos climáticos em todo o mundo.

#### Medidas
As medições da atmosfera na Lauder podem ser realizadas in situ e por sensoriamento remoto.
As medições in situ são feitas principalmente no nível do solo; no entanto, balões são lançados semanalmente e realizam medições in situ através da atmosfera em altitudes de aproximadamente 30 km. Os dados desses balões permitem que perfis atmosféricos de temperatura, pressão, vapor de água e ozônio sejam produzidos.
Um método de medições de sensoriamento remoto na Lauder usa um sistema LIDAR para gerar perfis de ozônio para 100 km em altitude. Outro LIDAR mede aerossóis na atmosfera para 50 km em altitude.  Outro sensoriamento remoto na Lauder usa espectrômetros de grade UV / Vis e FTIR para medir gases traço na atmosfera.
As medições na Lauder também são usadas para calibrar satélites como OCO-2 e GOSAT.

#### Importância
O Laboratório de Pesquisa Atmosférica da Lauder é bem conhecido no mundo internacional da pesquisa atmosférica por meio de sua participação na Rede Internacional para a Detecção de Mudança de Composição Atmosférica (NDACC), BSRN, TCCON, e GCOS Reference Upper Rede Aérea (GRUAN).
Lauder tem muitas medições contínuas de longo prazo, incluindo a mais longa série temporal de dióxido de nitrogênio do mundo.
O Laboratório está localizado em uma região do globo com poucos dados. Os oceanos do hemisfério sul e da região da Antártica desempenham um papel importante no sistema climático global e, portanto, as medições feitas em Lauder são valiosas para a comunidade científica global.
As medições de radiação solar na Lauder são usadas em estudos sobre os efeitos da radiação UV na saúde humana e nas indústrias de energia solar e construção.

## Embarcações NIWA

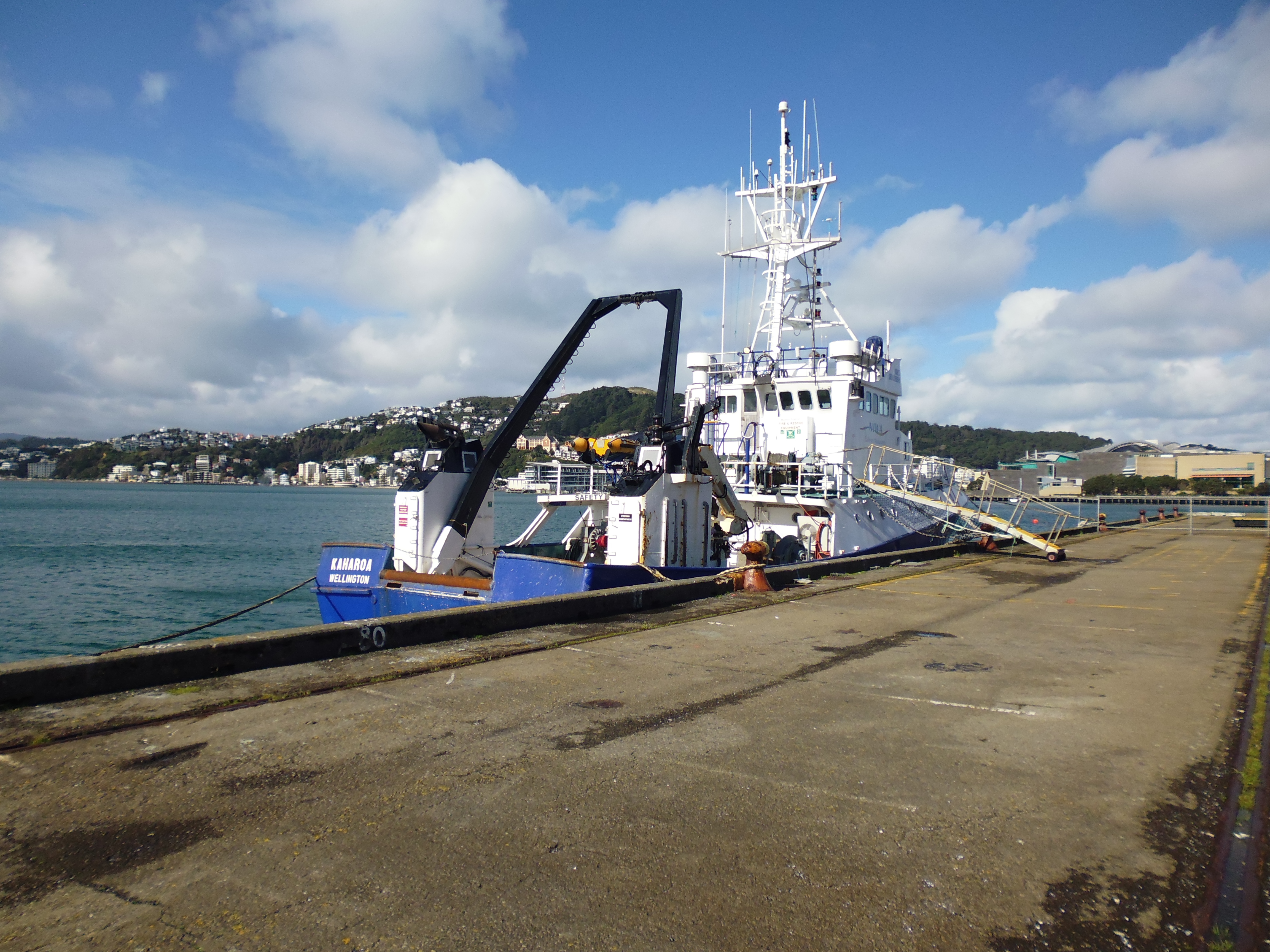
Kaharoa atracado em Wellington

O mais importante entre os 30 navios da NIWA é o navio de pesquisa em águas profundas de 70 metros RVTangaroa, o único navio de pesquisa reforçado com gelo da Nova Zelândia. O RV Kaharoa de 28 metros é usado principalmente para pesquisas costeiras, mas foi mais longe para implantar flutuadores Argo de perfil do oceano, do Chile às Maurícias.

## Instalação de computação de alto desempenho
Recentemente, em 2018, a NIWA comissionou 3 poderosos supercomputadores Cray chamados Mahuika, Maui e Kupe, formando o HPCF (High Performance Computing Facility). O HPCF é capaz de processar mais de dois mil trilhões de cálculos por segundo. 2 dos 3 supercomputadores Cray (Mahuika e Maui) estão localizados no campus Wellington da NIWA, enquanto Kupe está localizado no Data Center da Universidade de Tamaki. Também lidera investigações como a análise de informações genéticas, a modelagem do impacto das mudanças climáticas e a previsão de perigos relacionados ao clima.
Especificações
As especificações detalhadas do HPCF podem ser encontradas aqui.

## Redes de monitoramento ambiental
A NIWA mantém uma série de redes de monitoramento que coletam dados ambientais de longo prazo, incluindo informações climáticas, nível do mar, fluxos de rios, qualidade da água e distribuição e habitats de peixes de água doce.
Em 1º de agosto de 2008, a NIWA tinha 1339 estações operacionais em suas redes de monitoramento de clima e água, espalhadas por toda a Nova Zelândia, incluindo as ilhas Chatham. A NIWA também armazena dados de mais de 3.000 estações fechadas, muitas das quais com registos utilizáveis de longa data. A Rede Nacional de Qualidade da Água, por exemplo, opera em 77 locais desde os anos 1970.  Agora ele pode mostrar tendências de longo prazo na qualidade da água.

## Dados ambientais
A NIWA mantém vários bancos de dados contendo registos de longo prazo de dados ambientais e registos de espécies. O Banco de Dados Nacional do Clima, por exemplo, contém mais de 250 milhões de medições individuais ( Desde agosto de  2008 ), com registos que datam da década de 1850. O banco de dados de peixes de água doce da Nova Zelândia regista a ocorrência de peixes em águas doces da Nova Zelândia, incluindo as principais ilhas offshore, e detalhes de seus habitats. Em junho de 2009 a base de dados incluía mais de 28.000 registos. Entre outras coisas, esses bancos de dados são usados para detectar tendências geográficas e temporais no estado do meio ambiente.

Registro de dióxido de carbono atmosférico de Baring Head, Wellington de 1977 a 2007. Fonte: Centro de Análise de Informações de Dióxido de Carbono, Laboratório Nacional de Oak Ridge, Departamento de Energia dos EUA, Oak Ridge, Tenn., EUA

A NIWA detém o mais longo registo contínuo de concentrações atmosféricas de CO2 no hemisfério sul, medido em Baring Head, perto de Wellington, desde os anos 1970. Junto com medições equivalentes do Hemisfério Norte, feitas no Observatório Mauna Loa, no Havaí, esses registos são usados para modelar os efeitos do CO2 atmosférico no clima global.
As informações nos bancos de dados da NIWA estão em alta demanda. No ano financeiro de 2007-08, por exemplo, a NIWA respondeu a mais de 350.000 solicitações de dados de seus bancos de dados. Em julho de 2007, a NIWA permitiu o acesso online gratuito a dados arquivados sobre clima, níveis de lagos, fluxo de rios, níveis do mar, qualidade da água e peixes de água doce.

## Coleção de Invertebrados NIWA
A Coleção de Invertebrados NIWA é o maior repositório de espécimes de invertebrados marinhos (animais sem espinha dorsal) da região da Nova Zelândia, sudoeste do Pacífico e do Mar de Ross (Antártica). Possui representantes de quase todos os filos na região da Nova Zelândia. Coletada nos últimos 50 anos e ainda em crescimento, a coleção contém vários milhões de espécimes, que variam de organismos unicelulares a corais gigantes. Em 2015 incluia mais de 2100 espécimes de tipo de espécies novas para a ciência (800 holótipos e 1300 parátipos). A coleção é usada por cientistas, professores e jornalistas em toda a Nova Zelândia e em todo o mundo.

## Centro de Riscos Naturais
Em 2002, o NIWA se associou ao Instituto de Ciências Geológicas e Nucleares para criar o Centro de Riscos Naturais como um recurso da Nova Zelândia para todas as informações e conselhos sobre riscos. O centro desenvolve sistemas para monitorar e prever os seguintes perigos: terremotos, tsunami, inundações, tempestades, deslizamentos de terra, inundações e ondas costeiras, erosão costeira e vulcões.